# Amélia Rey Colaço

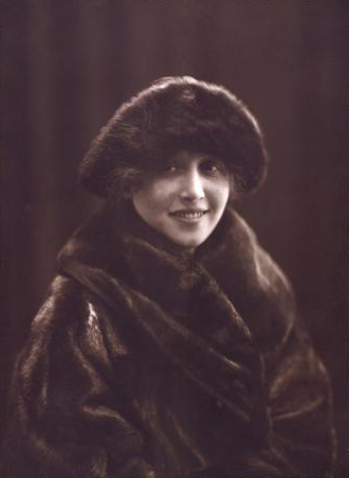
Amélia Rey Colaço, 1919

Amélia Schmidt Lafourcade Rey Colaço (* 2. März 1898 in Santos-o-Velho, Lissabon; † 8. Juli 1990 in Lapa, Lissabon) war eine portugiesische Regisseurin und Schauspielerin. Sie gilt als eine der bedeutendsten Persönlichkeiten des portugiesischen Theaters des 20. Jahrhunderts.

## Leben
Rey Colaço wuchs in einem sozial privilegierten und künstlerischen Umfeld auf. Sie war die Tochter von Alexandre Rey Colaço, Pianist, Komponist und Lehrer der Prinzen Ludwig Philipp und Manuel von Portugal, der wiederum eine portugiesische Mutter und einen französischen Vater hatte, und Alice Lafourcade Schmidt, geboren in Chile, Tochter des deutschen Konsuls in Valparaíso, Hermann G. Schmidt, und der Französin Marie Alice Constant Lafourcade. Sie war eine Verwandte des portugiesischen Malers und Keramikers Jorge Colaço, der mit der Dichterin Branca de Gonta Colaço verheiratet und Vater der Bildhauerin Ana de Gonta Colaço und des Schriftstellers Tomás Ribeiro Colaço war. Rey Colaço war die älteste von vier Töchtern, ihre Schwestern waren die Pianistinnen Jeanne und Maria Rey Colaço sowie die Malerin und Sängerin Alice Rey Colaço.
Im Dezember 1911 reiste Rey Colaço mit ihrer Schwester Maria nach Berlin, um bei ihrer Großmutter mütterlicherseits Musik zu studieren. Auch hier fand sie ein anregendes kulturelles Umfeld vor, denn im Haus ihrer Großmutter fanden ständig Treffen mit verschiedenen Künstlern in Berlin statt. Es waren die Aufführungen von Max Reinhardt am Deutschen Theater, die sie zu einer Schauspielkarriere anregten. Nach ihrer Rückkehr nach Portugal begann sie mit dem Theaterunterricht bei Augusto Rosa.
1917 gab sie ihr Debüt am damaligen Teatro República (heute Teatro São Luiz) in Benito Pérez Galdós’ Stück Marinela. Um die Rolle einer ungehobelten Landstreicherin spielen zu können, lernte sie monatelang, barfuß zu gehen und im Garten ihres Palastes Lumpen zu tragen.
Am 4. Dezember 1920 heiratete sie in ihrem Haus in der Rua Ribeiro Sanches in Lissabon ihren Schauspielerkollegen Robles Monteiro. Das Paar hatte eine Tochter, Mariana Rey Monteiro.
Im folgenden Jahr bewarb sich das Ehepaar um die Konzession des Teatro Nacional D. Maria II und gründete seine eigene Theatertruppe, die Companhia Rey Colaço-Robles Monteiro. Es war dies die älteste Theatertruppe Europas, die 53 Jahre lang bis 1988 bestand. Rey Colaço leitete das Ensemble und organisierte ein ehrgeiziges Repertoire, das sie vor der Zensur bewahren konnte. Für die Gestaltung der Bühnenbilder holte sie renommierte Künstler wie Raul Lino, José Sobral de Almada Negreiros und Eduardo Malta. Sie engagierte aktuelle Publikumsmagnete wie Palmira Bastos, Nascimento Fernandes, Alves da Cunha, Lucília Simões, Estêvão Amarante, Maria Matos und Vasco Santana. Die Truppe brachte eine ganze Generation portugiesischer Schauspieler hervor, wie Raul de Carvalho, Álvaro Benamor, Maria Lalande, Assis Pacheco, João Villaret, Augusto de Figueiredo, Eunice Muñoz, Carmen Dolores, Maria Barroso, João Perry, Madalena Sotto, Helena Félix, Rogério Paulo, José de Castro, Lourdes Norberto, Varela Silva, Ruy de Carvalho, Filipe La Féria und João Mota. Sie spielten portugiesische Dramaturgen und internationale Stücke zum Beispiel von Jean Cocteau, Jean Anouilh, Federico García Lorca, Bertolt Brecht, Valle Ínclan, Alejandro Casona, Eugene O’Neill, Tennessee Williams, Arthur Miller, Pirandello, Eduardo De Filippo, Max Frisch, Eugène Ionesco, Friedrich Dürrenmatt und Edward Albee.
Sie spielte in wenigen Fernsehstücken mit, darunter Não Acordem o Menino Jesus (1965) und Gente Fina É Outra Coisa (1982).
Im Laufe ihrer Karriere wurde sie von António de Oliveira Salazar wie von den früheren Monarchen bewundert und war mit der Königin Amélie d’Orléans befreundet. Die öffentliche Wahrnehmung einer Nähe von Rey Colaço zum Regime des Estado Novo führte nach der Nelkenrevolution 1974 zu ihrem weitestgehenden Rückzug von der Bühne. Ihre letzte große Rolle spielte sie jedoch im Alter von 87 Jahren als „D. Catarina“ in José Régios Stück El-Rei D. Sebastião.
Rey Colaço starb 1990 in Lissabon.

## Auszeichnungen
Rey Colaço wurde mit einer Reihe portugiesischer Orden ausgezeichnet:
- Kommandeurin des Ordem da Instrução Pública in der Zeit der Militärdiktatur (17. März 1933)
- Kommandeurin durch den Estado Novo (2. November 1961) und später (30. August 1978) Großoffizier durch die Portugiesische Republik des Orden des heiligen Jakob vom Schwert
- Kommandeurin des Christusordens durch den Estado Novo (13. Dezember 1967)

Zudem wurde sie Chevalier des französischen Ordre des Arts et des Lettres.